# Діамант Діви

Діамант Діви — астеризм переважно північної півкулі небесної сфери (схилення Спіки — зорі цього астеризму, що розташована найнижче від небесного екватора становить −11°09'41"). Він є ромбом з чотирьох яскравих зірок: Спіка (α Діви), Арктур (α Волопаса), Денебола (β Леву) та Серце Карла (α Гончих Псів). Три зорі (Спіка, Арктур та Денебола) відомі як окремий астеризм під назвою Весняний трикутник. Найкраще з території України спостерігати за Діамантом Діви весною, також його досить непогано видно на початку літа (на заході ввечері).
У правій верхній частині астеризму видно невелику кількість слабких зірок, що утворюють сузір'я Волосся Вероніки. Також у межах цього астеризму знаходиться дуже багато галактик, через що ця ділянка неба зустрічається в старих текстах з астрономії як «Поле туманностей».
Відома й альтернативна назва астеризму — Великий Діамант